# Савьер, Гарри
Гарри Савьер (англ. Harry Sawyerr; 25 апреля 1926, Аккра — 8 ноября 2013, Аккра) — ганский политик и землемер, министр транспорта и связи (1979—1981), министр образования (1993—1997).

## Биография
Гарри Савьер был назначен землемером городского совета Кумаси в 1962 году, а год спустя стал первым африканцем, назначенным управляющим землями федерального правительства (англ. Chief Federal Lands Officer) Нигерии.
Савьер был первым президентом Института землемеров Ганы. На этом посту он отслужил два срока в 1969—1971 годах. В 1971—1977 годах Савьер был организатором и членом Ассоциации признанных профессиональных организаций (англ. Association of Recognised Professional Bodies).
Савьер был одним из основателей Объединённого национального конвента, образованного для участия в парламентских выборах 1979 года. Однако он вышел из партии, чтобы баллотироваться в качестве независимого кандидата. Победив на выборах, Савьер стал членом третьего Парламента республики.
В 1979—1981 годах Савьер был министром транспорта и связи в правительстве Хилла Лиманна, а в 1993—1997 годах — министром образования в правительстве Джерри Ролингса.
В 1998—2000 годах Савьер был членом Государственного совета Ганы.
Гарри Савьер умер 8 ноября 2013 года в Аккре, в возрасте 87 лет.
Именем Савьера названа награда Колледжа медицинских наук Университета Ганы.